# Gustav Weymer
Gustav Weymer was een Duitse entomoloog. Hij beschreef en benoemde vele nieuwe vlinders, die gevangen waren door Alphons Stübel in Zuid-Amerika.
Zijn eigen verzamelingen bevinden zich in het Museum für Naturkunde in Berlijn, Duitsland en in het Naturkundemuseum Leipzig in Leipzig, Duitsland.
- Gemeinsame Normdatei: 117332860
- International Standard Name Identifier: 0000 0000 1044 8221
- Nederlandse Thesaurus van Auteursnamen: 264091965
- Virtual International Authority File: 64781424
- WorldCat: E39PBJkdp4QRKGQmYQ9QmHmjmd

1. ↑  Biographies of the Entomologists of the World; Entomologists of the World-identificatiecode: 13468.